# Tadeusz Kruszelnicki
Tadeusz Kruszelnicki (ur. 19 sierpnia 1955 w Gliwicach) – polski niepełnosprawny tenisista, paraolimpijczyk, finalista wielkoszlemowych Australian Open 2001 w grze pojedynczej i podwójnej, Australian Open 2006 w grze pojedynczej oraz US Open 2006 w grze podwójnej. Jest zawodnikiem praworęcznym. Odniósł wiele sukcesów m.in. na igrzyskach paraolimpijskich. Gra rakietą Babolat Pure Drive.